# Канадская казарка

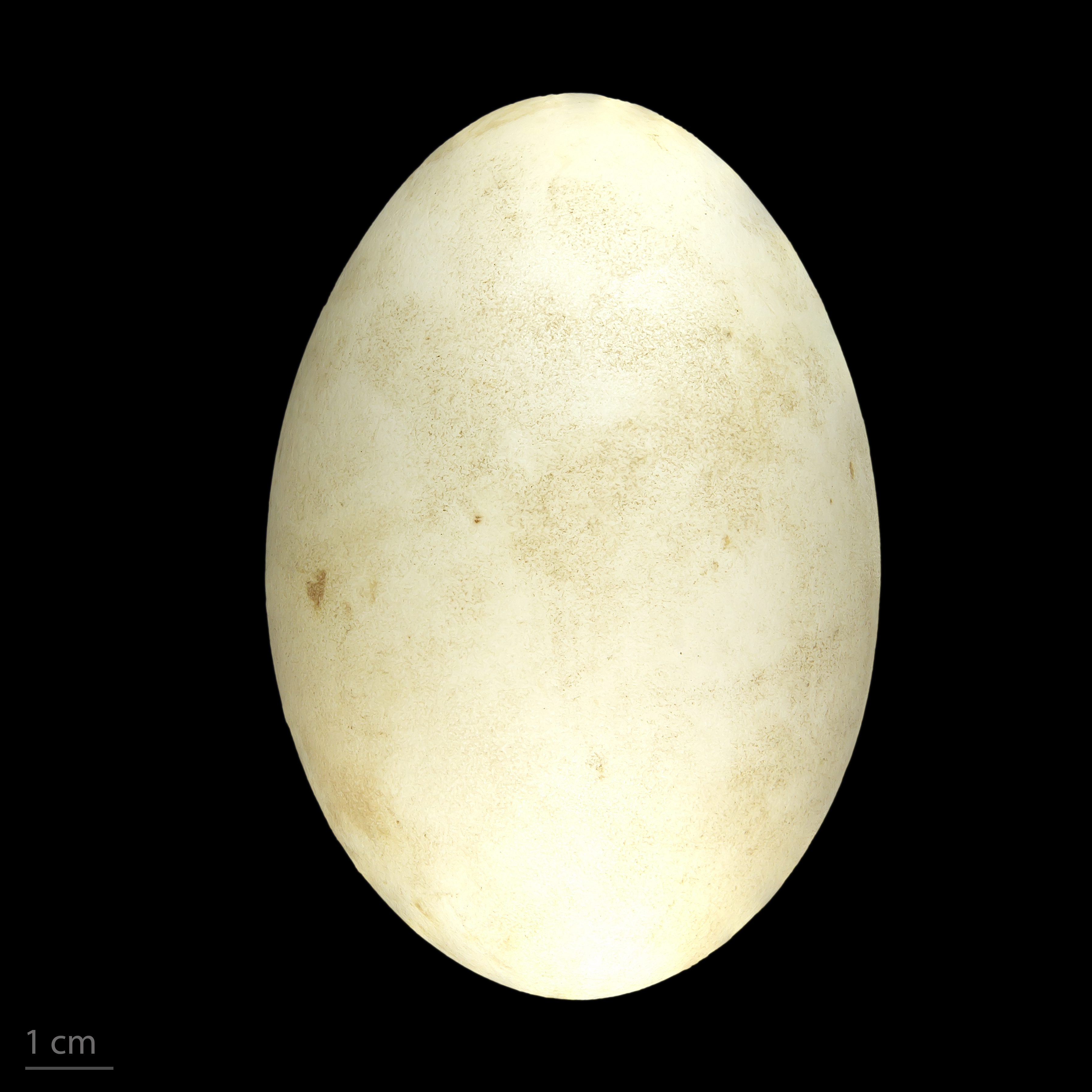
яйцо Branta canadensis — Тулузский музей

Кана́дская каза́рка (лат. Branta canadensis) — водоплавающая птица из семейства утиных.

## Общая характеристика

### Внешний вид
Несмотря на то, что канадская казарка обычно безошибочно определяется по характерным деталям оперения, её длина и соотношение пропорций между отдельными частями тела показывают существенные отличия в различных частях ареала. В соответствии с этими признаками систематики традиционно рассматривали 11—12 подвидов, при этом наиболее крупные из них, такие как maxima и canadensis, своим обликом, в частности длинной и тонкой шеей, длинным клювом имеют много общего с гусями. Напротив, вдвое меньшие северо-западные формы minima и leucopareia сравнимы со средней величиной уткой вроде кряквы, обладают короткой шеей и маленьким клювом. Начиная с середины 2000-х годов, большинство авторов, а также Американское общество орнитологов, разделили эти две основные группы на два самостоятельных вида, более крупным подвидам оставив прежнее название, а мелкие формы (hutchinsii, leucopareia, minima, taverneri и вымершую asiatica) обозначив как Branta hutchinsii. В случае, если все вариации рассматривать в качестве одного вида, то общая длина будет варьировать в пределах от 55 до 110 см, размах крыльев от 122 до 183 см, масса от 2 до 6,5 кг.
Голова и шея блестящие чёрные с крупными белыми пятнами по бокам головы, захватывающими щёку, подбородок и горло. Изредка небольшая белая отметина также имеется на лбу. Грудь, верхняя часть брюха и бока от сероватого или почти белого до волнистого шоколадно-коричневого или бурого; нижняя часть брюха и подхвостье белые. У алеутской формы leucopareia на границе тёмных участков оперения в нижней части шеи развит белый «ошейник». Спина и плечевые тёмно-бурые со светлыми охристыми окончаниями перьев, надхвостье черноватое, хвост чёрный либо чёрно-бурый. Клюв и ноги черные, радужина каряя. У молодых птиц чёрный цвет в оперении заменён на бледно-коричневый, отметины на груди и боках имеют форму скорее округлых пятен, нежели чем полос. Пуховые птенцы желтовато-бурые.

### Голос
Канадскую казарку чаще всего можно услышать в полёте, когда она издаёт дружное глубокое гоготанье, слышное на большом расстоянии. Его передают как двусложное «а-хонк» или «а-ронк», в котором ударение делается на втором, более высоком слоге. На земле можно услышать разницу между звуками, издаваемыми самцами и самками.

## Распространение

### Гнездовой ареал
Родиной канадской казарки является Северная Америка, где в настоящее время птица гнездится главным образом на территории Аляски и Канады, в том числе на арктических побережьях и островах Канадского Арктического архипелага. Некогда птица была многочисленна в северных штатах США, где гнездилась к югу до северо-восточной Калифорнии, Юты, Канзаса и Массачусетса.
Алеутские канадские казарки населяют Алеутские острова, где на сегодняшний момент насчитывается около 20 000 особей. В прошлом (до начала XX века) гнездилась также на Курильских и Командорских островах, где была полностью истреблена. Также канадская казарка была успешно переселена в Великобританию, Северо-Западную Европу и Новую Зеландию.

## Места обитания
Канадские казарки обитают на берегах рек, водохранилищ, болот, на затопляемых низинах. Казарка очень хорошо ходит по земле и неплохо плавает, а летает хуже, чем другие казарки.

## Питание
Как и другие гуси, канадские казарки питаются растительной пищей. Основу их рациона составляют осока, подорожник, овсяница, бухарник. На сельскохозяйственных полях охотно поедает кукурузу и ячмень.

## Размножение
Канадская казарка гнездится в основном на островах, расположенных посередине водоёмов, гнёзда устраивает в высокой траве и лишь в исключительных случаях на деревьях. Половая зрелость наступает в 2 года, иногда позднее. Несмотря на то, что казарки гнездятся колониями, всё же стараются устраивать гнёзда подальше друг от друга. В кладке канадской казарки от 4 до 7 яиц.

## Промысловое значение
Канадская казарка — излюбленный объект охоты — благодаря своим размерам и вкусу мяса. Ежегодно во время охотничьего сезона в США и Канаде отстреливают около 400 000 представителей этого вида. В России охота на канадскую казарку, обитающую только на Алеутских островах, запрещена.

## Систематика

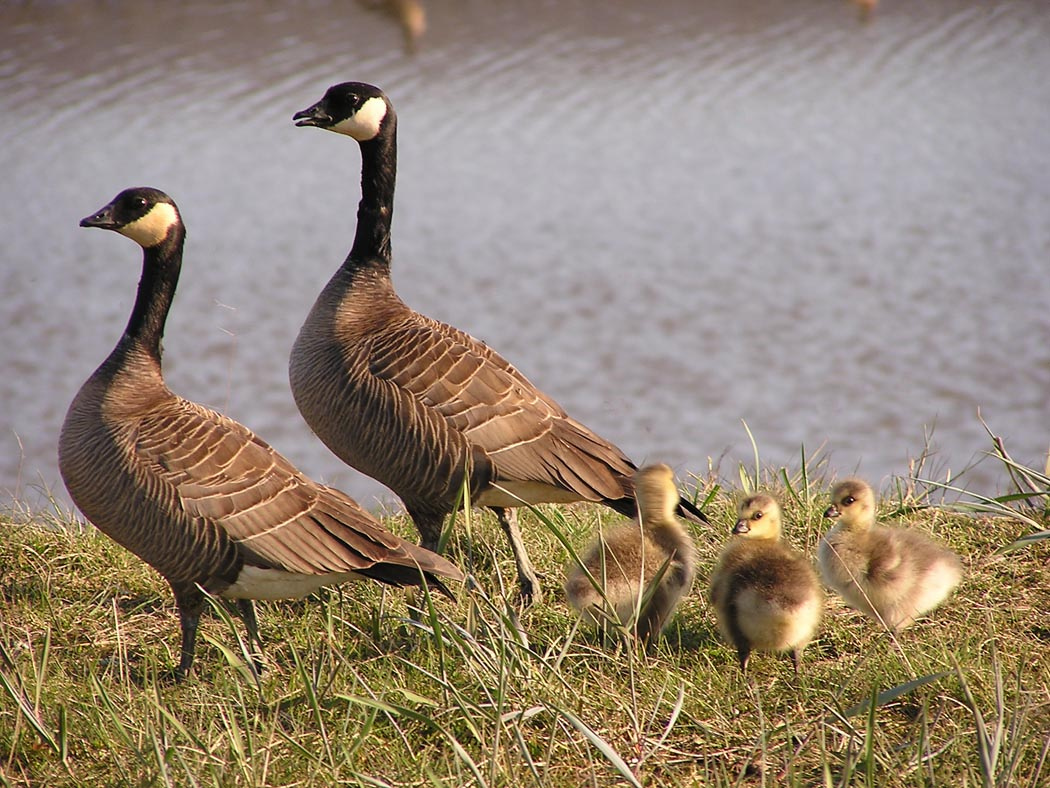
Пара малых канадских казарок (Branta hutchinsii) с птенцами

Известный американский орнитолог Пол Джонсгард перечисляет 11 современных и один вымерший подвид канадской казарки:
- Branta canadensis leucopareia (Brandt, 1836) — Средняя канадская казарка[8], обитает на Алеутских островах (в настоящее время остров Булдырь и возможно остров Амчитка). Сейчас считается подвидом малой канадской казарки Branta hutchinsii leucopareia (Brandt, 1836)[9][10].
- † Branta canadensis asiatica Aldrich, 1946 — обитала на Командорских и Курильских островах, в настоящее время также считается подвидом малой канадской казарки Branta hutchinsii asiatica Aldrich, 1946[9][10].
- Branta canadensis minima Ridgway, 1885 — западная часть Аляски от Нушагакского залива к востоку до района города Вейнрайт (англ. Wainwright, Alberta)[11], в данное время также рассматривается как подвид малой канадской казарки Branta hutchinsii minima Ridgway, 1885[9][10].
- Branta canadensis taverneri Delacour, 1951 — внутренние районы Аляски к востоку до дельты Маккензи. Пересекается с подвидом B. c. parvipes. На сегодняшний день также считается подвидом малой канадской казарки Branta hutchinsii taverneri Delacour, 1951[9][10].
- Branta canadensis occidentalis (Baird, 1858) — Темногрудая канадская казарка[8], северо-западная Аляска (побережья пролива Принца Вильгельма и залива Кука, в глубине материка в бассейне реки Коппер к востоку до ледника Беринг).
- Branta canadensis fulva Delacour, 1951 — гнездится вдоль побережий и на островах Британской Колумбии и южной Аляски к северу до национального парка Глейшер-Бей, где симпатричен с B. c. occidentalis.
- Branta canadensis parvipes (Cassin, 1852) — от центральной Аляски через северную Канаду к востоку до Гудзонова залива, к югу до Канадских Прерий, где пересекается с подвидами B. c. moffitti и B. c. maxima.
- Branta canadensis moffitti Aldrich, 1946 — область Большого Бассейна. На севере пересекается с подвидом B. c. parvipes, на востоке с подвидом B. c. maxima.
- Branta canadensis maxima Delacour, 1951 — изначально гнездился на Великих Равнинах от Манитобы и Миннесоты к югу до Канзаса, Миссури, Теннесси и Арканзаса. В настоящее время сохранился лишь в заповедных зонах, где выращивается в питомниках и затем выпускается на волю.
- Branta canadensis hutchinsii (Richardson, 1832) — Канадский Арктический архипелаг: полуостров Мелвилл, острова Саутгемптон, Баффинова Земля, Виктория, а также западная Гренландия и возможно дельта реки Андерсон. Начиная с середины 2000-х годов, систематики нередко рассматривают эту форму в качестве номинативного подвида Branta hutchinsii hutchinsii самостоятельного вида Малая канадская казарка (Branta hutchinsii (Richardson, 1832))[9][10].
- Branta canadensis interior Todd, 1938 — северный Квебек, Онтарио и восточная Манитоба к северу до города Черчилл
- Branta canadensis canadensis (Linnaeus, 1758) — восточный Лабрадор, острова Ньюфаундленд, Антикости и Мадлен

Международный союз орнитологов выделяет семь подвидов канадской казарки.

## Фотогалерея

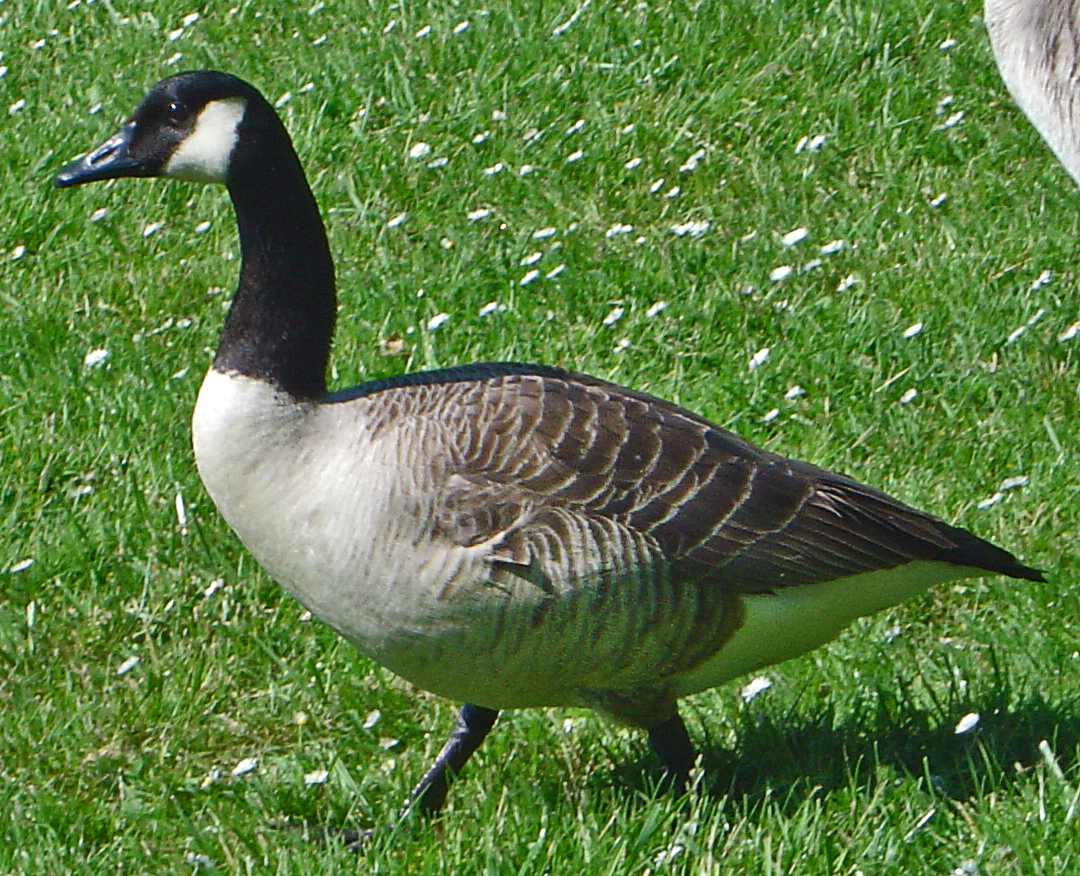
Канадская казарка (Branta canadensis)
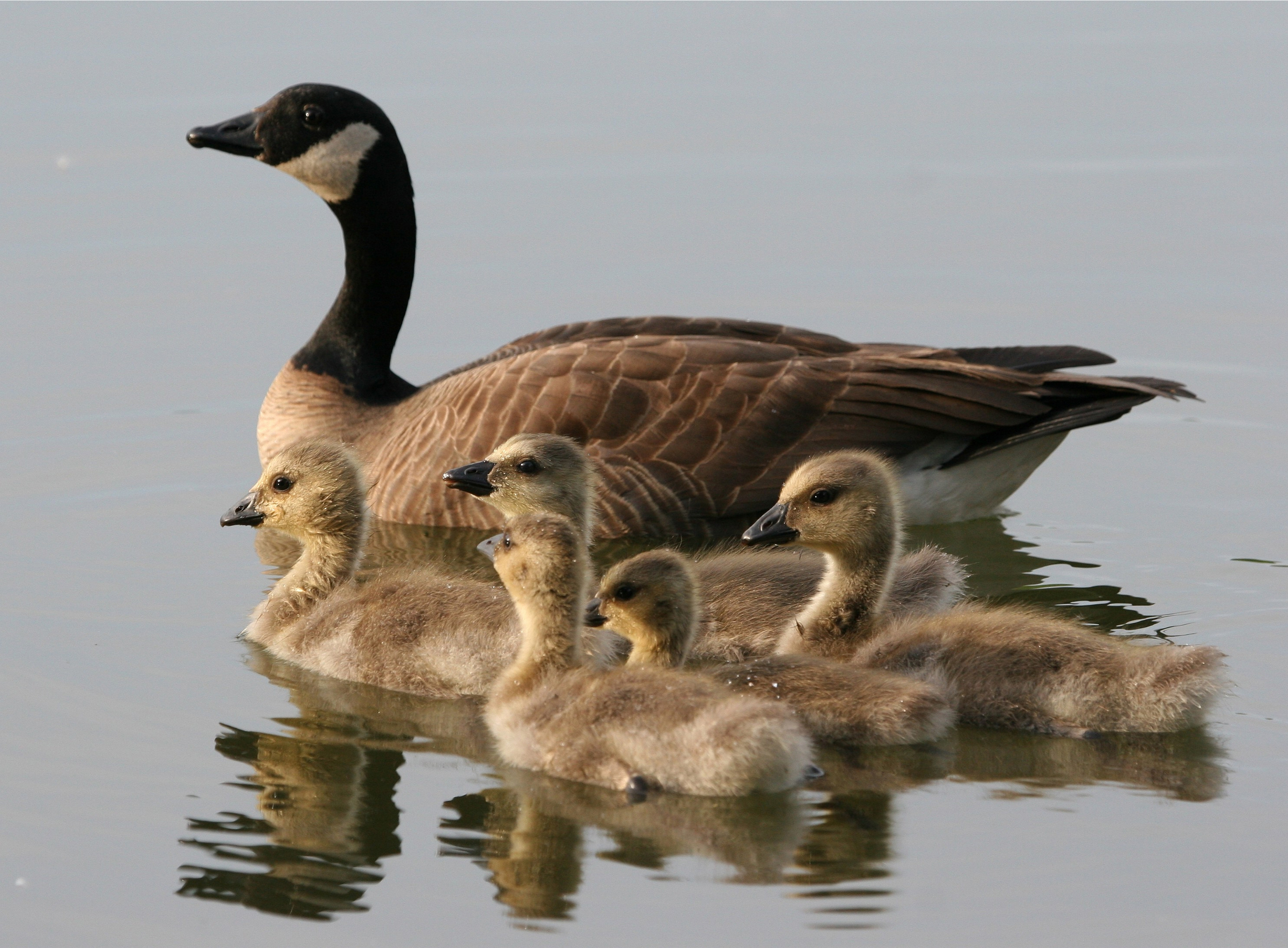
Канадская казарка с птенцами
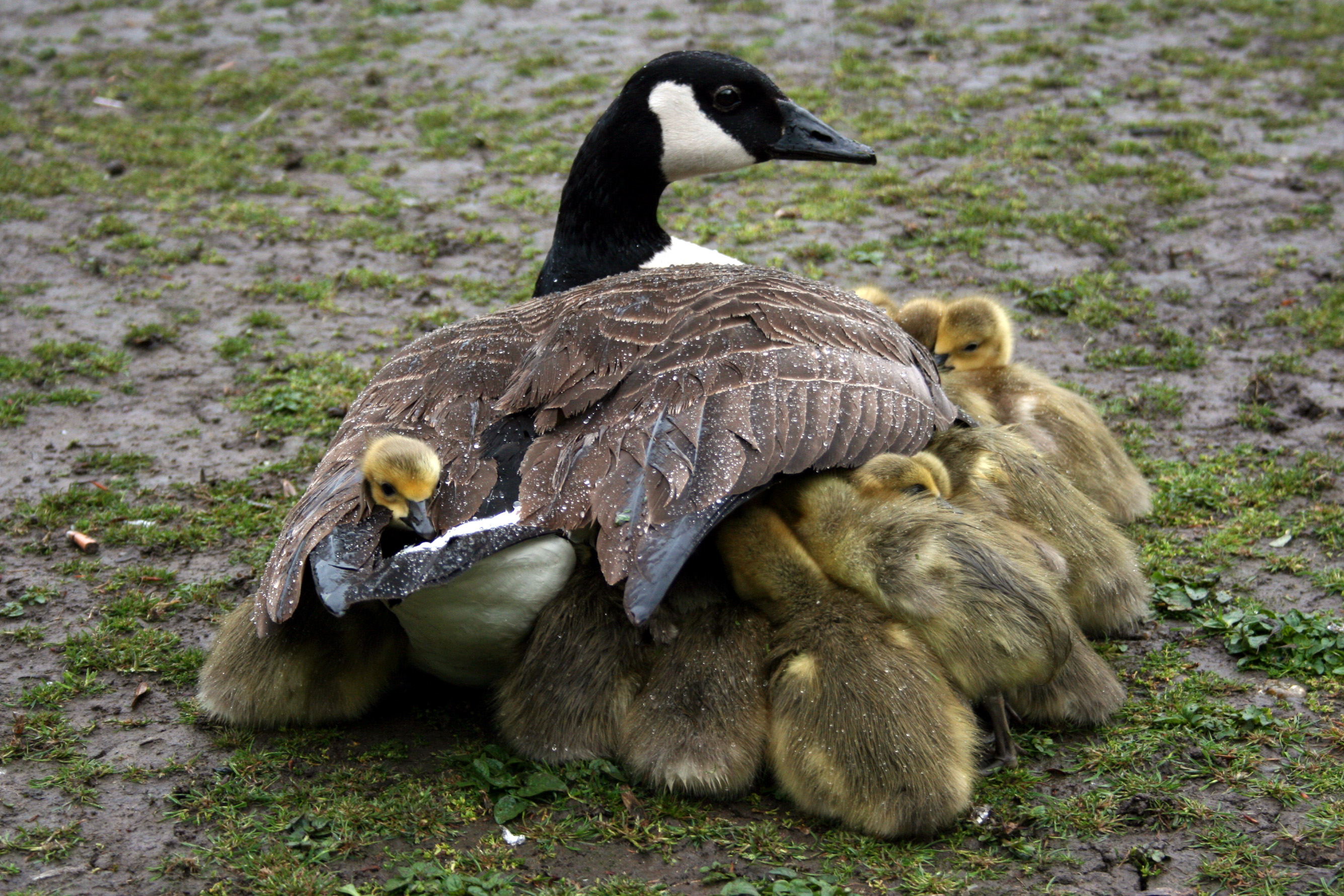
Канадская казарка с птенцами
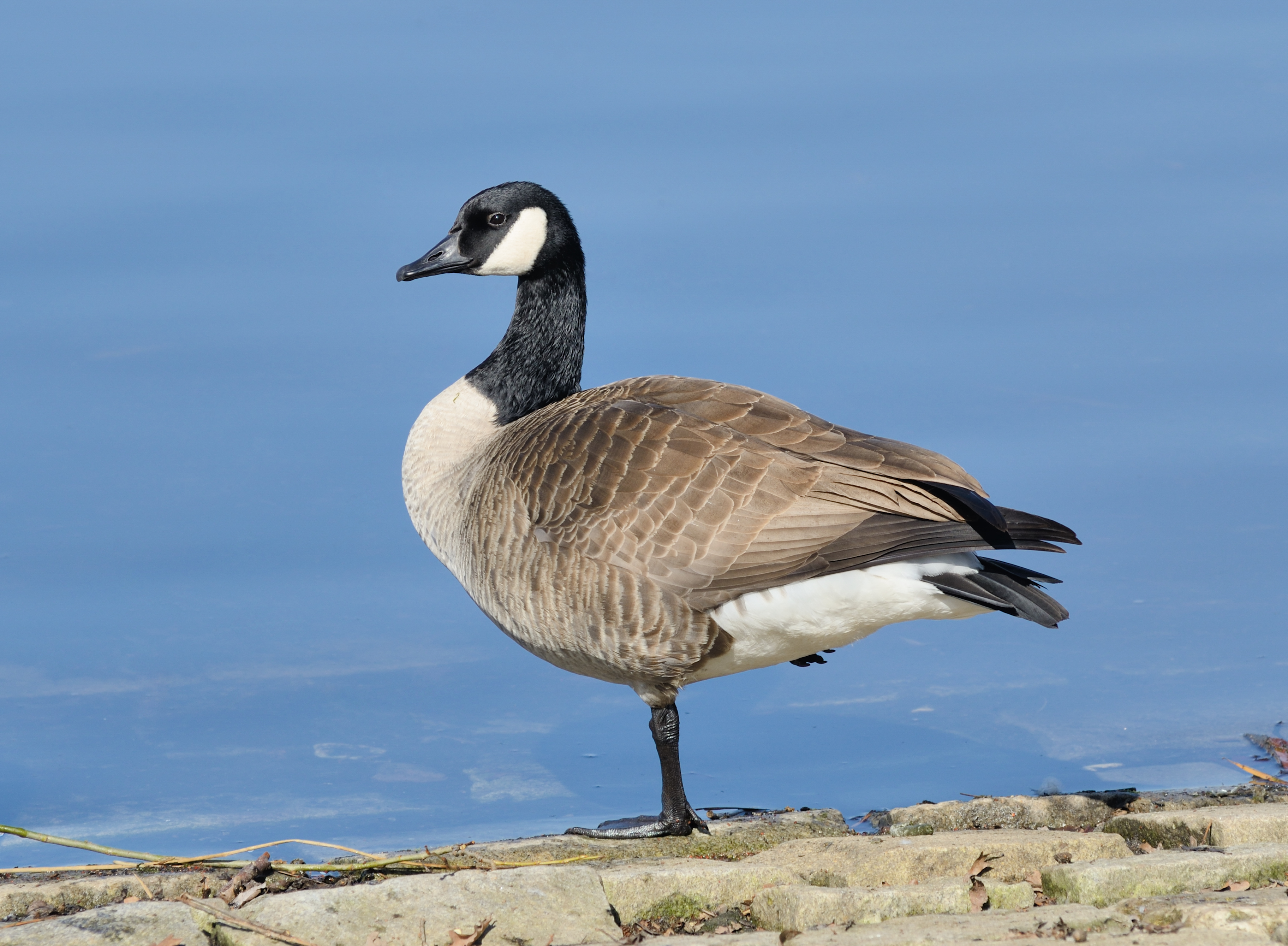